# Luchthaven Honningsvåg Valan
Luchthaven Honningvåg Valan (IATA: HVG, ICAO: ENHV) is een vliegveld bij Honningsvåg in de gemeente Nordkapp in  Finnmark in het noorden van  Noorwegen. 
Honningvåg kreeg zijn eerste luchtverbinding in de jaren dertig van de twintigste eeuw met watervliegtuigen. In het begin van de jaren zeventig werden in het noorden van Noorwegen een groot aantal nieuwe vliegvelden geopend met allemaal een relatief korte landingsbaan. Honningvåg moest wachten tot 1977.
De lijnvluchten worden  uitgevoerd door Widerøe die dagelijkse vluchten verzorgt naar Hammerfest en Mehamn.